# وایهه
وایهه (به آلمانی: Weyhe) یک منطقهٔ مسکونی در آلمان است که در دیفولتس واقع شده‌است. وایهه ۳۰٬۳۷۸ نفر جمعیت دارد.